# Croix de cimetière de La Londe
La croix de cimetière de La Londe est un monument situé à La Londe, en Normandie.

## Localisation
La croix est située dans le cimetière du village.

## Historique
La croix est datée du XVIe siècle et XIXe siècle.
Le monument est classé comme monument historique depuis le 18 octobre 1913.

## Description
La croix est en pierre calcaire.